# 2001-es Formula–1 brazil nagydíj
A brazil nagydíj volt a 2001-es Formula–1 világbajnokság harmadik futama, amelyet 2001. április 1-jén rendeztek meg a brazil Autódromo José Carlos Pace-en, São Paulóban.

## Futam
Az időmérőt Schumacher nyerte: három tizeddel futott jobb időt mint öccse, Ralf és a harmadik Mika Häkkinen. Ez volt az első alkalom a Formula–1 történetében hogy a rajtrács első sorában testvérpár állt.
A másik Ferrarival Rubens Barrichello már a felvezető körben lerobbant, futva ment vissza a tartalék autóért hogy még időben elfoglalja a hatodik rajtkockát. A rajt előtt Eddie Irvine autóját kellett újraindítani, majd a rajtnál pedig Häkkinen kocsija nem mozdult, fel kellett adnia a versenyt. Az újraindított rajtnál Juan Pablo Montoya elképesztő manőverrel megelőzte Michael Schumachert. Nem sokkal később Barrichello szaladt bele Ralf autójába, vesztére a brazil kocsija sérült meg jobban, kiesett a további küzdelemből.
Montoya a 39. körig az élen haladt, ekkor Jos Verstappent körözte le, de a holland pilóta hátulról meglökte a Williamst, mindketten kiestek. Ezután Schumacher és David Coulthard küzdött az első helyért. Az érkező eső miatt a német kétszer is megcsúszott, a skót versenyző 16 másodperces előnnyel nyerte a futamot, a harmadik Heidfeld már egy kör hátrányban volt, Olivier Panis megszerezte első pontjait az évben, Trulli az ötödik és meglepetésre a félkész Benettonnal versenyző Fisichella a hatodik lett.
| Helyezés | Rajtszám | Versenyző             | Csapat/Motor     | Futott kör | Idő/Kiesés oka | Rajthely | Pont |
| -------- | -------- | --------------------- | ---------------- | ---------- | -------------- | -------- | ---- |
| 1        | 4        | David Coulthard       | McLaren-Mercedes | 71         | 1h39:00,834    | 5        | 10   |
| 2        | 1        | Michael Schumacher    | Ferrari          | 71         | + 16,164       | 1        | 6    |
| 3        | 16       | Nick Heidfeld         | Sauber-Petronas  | 70         | + 1 kör        | 9        | 4    |
| 4        | 9        | Olivier Panis         | BAR-Honda        | 70         | + 1 kör        | 11       | 3    |
| 5        | 12       | Jarno Trulli          | Jordan-Honda     | 70         | + 1 kör        | 7        | 2    |
| 6        | 7        | Giancarlo Fisichella  | Benetton-Renault | 70         | + 1 kör        | 18       | 1    |
| 7        | 10       | Jacques Villeneuve    | BAR-Honda        | 70         | + 1 kör        | 12       |      |
| 8        | 22       | Jean Alesi            | Prost-Acer       | 70         | + 1 kör        | 15       |      |
| 9        | 20       | Tarso Marques         | Minardi-European | 68         | + 3 kör        | 22       |      |
| 10       | 8        | Jenson Button         | Benetton-Renault | 64         | + 7 kör        | 20       |      |
| 11       | 11       | Heinz-Harald Frentzen | Jordan-Honda     | 63         | Elektronika    | 8        |      |
| Ki       | 17       | Kimi Räikkönen        | Sauber-Petronas  | 55         | Kicsúszás      | 10       |      |
| Ki       | 5        | Ralf Schumacher       | Williams-BMW     | 54         | Kicsúszás      | 2        |      |
| Ki       | 23       | Gaston Mazzacane      | Prost-Acer       | 54         | Kuplung        | 21       |      |
| Ki       | 18       | Eddie Irvine          | Jaguar-Cosworth  | 52         | Kicsúszás      | 13       |      |
| Ki       | 6        | Juan Pablo Montoya    | Williams-BMW     | 38         | Baleset        | 4        |      |
| Ki       | 14       | Jos Verstappen        | Arrows-Asiatech  | 37         | Baleset        | 17       |      |
| Ki       | 19       | Luciano Burti         | Jaguar-Cosworth  | 30         | Motorhiba      | 14       |      |
| Ki       | 21       | Fernando Alonso       | Minardi-European | 25         | Elektronika    | 19       |      |
| Ki       | 15       | Enrique Bernoldi      | Arrows-Asiatech  | 15         | Hidraulika     | 16       |      |
| Ki       | 2        | Rubens Barrichello    | Ferrari          | 2          | Ütközés        | 6        |      |
| Ki       | 3        | Mika Häkkinen         | McLaren-Mercedes | 0          | Leállás        | 3        |      |

## A világbajnokság élmezőnyének állása a verseny után
| H  | Versenyzők            | Pont | H  | Konstruktőrök    | Pont |
| -- | --------------------- | ---- | -- | ---------------- | ---- |
| 1. | Michael Schumacher    | 26   | 1. | Ferrari          | 36   |
| 2. | David Coulthard       | 20   | 2. | McLaren-Mercedes | 21   |
| 3. | Rubens Barrichello    | 10   | 3. | Sauber-Petronas  | 8    |
| 4. | Nick Heidfeld         | 7    | 4. | Jordan-Honda     | 7    |
| 5. | Heinz-Harald Frentzen | 5    | 5. | BAR-Honda        | 3    |

## Statisztikák
Vezető helyen:
- Michael Schumacher 4 (1-2 / 48-49)
- Juan Pablo Montoya 36 (3-38)
- David Coulthard 31 (39-47 / 50-71)

David Coulthard 10. győzelme, Michael Schumacher 35. pole-pozíciója, Ralf Schumacher 2. leggyorsabb köre.
- McLaren 131. győzelme.